# Chiara Beria di Argentine
Chiara Beria di Argentine (Milano, 31 maggio 1950) è una giornalista italiana.

## Biografia
È nata nel maggio 1950, figlia di Adolfo, già presidente dell'Associazione Nazionale Magistrati e Procuratore Generale di Milano, e di Cecilia Vallardi, erede di una famiglia di editori a Milano per 7 generazioni (Chiara siede nel cda della Fondazione Vallardi onlus, su designazione del sindaco di Milano). È madre di due figli (il maggiore, Emanuele Farneti, è direttore di Vogue Italia; Matteo è avvocato allo studio Chiomenti).
Nel 1973 viene assunta al news magazine Panorama, direttore Lamberto Sechi, editore Arnoldo Mondadori. Prima a Milano poi alla redazione di Roma lavora soprattutto per la sezione "Affari italiani" (politica, cronaca) e "Vita moderna" (società e costume). Negli anni del terrorismo segue tra gli altri il rapimento Moro occupandosi, in particolare, del ruolo delle donne nella lotta armata. Nel 1979 è promossa inviato.
Chiamata da Arrigo Levi, dal 1987, è inviato speciale a Tivù Tivù, settimanale d'informazione giornalistica di Canale 5. Per la rete ha firmato inchieste e alcuni "Speciali", in particolare quello sulla nascita del movimento di Comunione e Liberazione con la testimonianza del fondatore, don Luigi Giussani e sull'inchiesta «Pizza connection» con una delle rare interviste televisive del giudice Giovanni Falcone.
In quel periodo firma anche la rubrica di costume «Su e giù» per Capital, editore Rcs, direttore P. Panerai.
Nel 1987, passa alla redazione di Milano del settimanale L'Espresso (direttore Giovanni Valentini) prima come inviato, poi come capo della redazione e, infine - direttore Claudio Rinaldi - viene nominata vicedirettore. Con questo incarico segue dal 1992 le inchieste sulla corruzione; sulla strage di Capaci e porta in Italia l'intervista rilasciata, pochi giorni prima della morte di Falcone, a una tv francese dal giudice Paolo Borsellino. Per Panorama come per l'Espresso, intervista molti dei leader politici di quegli anni da Giorgio Amendola a Margaret Thatcher. Nel maggio 1996 la casa della sua famiglia in Toscana viene distrutta dal fuoco; le indagini non hanno finora scoperto i colpevoli.
Nel settembre 1996 viene nominata dall'allora direttore, Carlo Rossella, capo della redazione di Milano del quotidiano La Stampa. Nell'ottobre 1998, Marcello Sorgi le affida la direzione del magazine del quotidiano, Lo Specchio. Tra le serie più note quella sui "Palazzi del potere", a cominciare dal Quirinale, aperto ai lettori di Specchio con una introduzione del presidente Carlo Azeglio Ciampi e la cover story, in esclusiva, sulla scoperta del Satiro danzante di Mazara del Vallo. Nella primavera 2003, Chiara Beria lascia - per sua richiesta - la guida del magazine per tornare alla scrittura. Vicedirettore ad personam della Stampa ha mansioni di editorialista e inviato speciale. Per la direzione Sorgi cura la rubrica «Io e loro» sulla Stampa.
Dal settembre 2009 lascia la Stampa. A ottobre - direzione Mario Calabresi - inizia a firmare la rubrica «Di Profilo», che viene pubblicata ogni sabato sul quotidiano. A fine marzo 2011 per l'editore Arnoldo Mondadori Editore pubblica Di Profilo, storie di italiani lontano dai riflettori, che raccoglie i ritratti di 61 personaggi usciti sulla Stampa tra ottobre 2009 e dicembre 2010.
Inoltre, collabora al mensile Prima Comunicazione, firma in particolare l'intervista cover-story con Jacaranda Caracciolo Falck e, nel maggio 2010, cura un progetto di comunicazione per la multinazionale statunitense Aon spa.
Per Rai Tre, Beria, ha firmato un'inchiesta in 3 puntate sulla Milano anni ottanta; ha curato diverse trasmissioni per la radio. Per le pagine di cronaca di Milano di «Repubblica» una rubrica dedicato ai «Dolci». Nel 1983, in piena emergenza droga, Vincenzo Muccioli, fondatore della Comunità di San Patrignano, chiede a Chiara Beria e a Gianni Farneti di far nascere un foglio che aiuti a diffondere notizie corrette su come uscire da quella dipendenza. Nasce così il Giornale di San Patrignano, che Beria firma ancora come direttore editoriale. Un'esperienza raccontata nel libro Gente Permale, editore Mondadori, cofirmato tra gli altri da Dominique Lapierre e Gian Antonio Stella.

## Premi e riconoscimenti
Chiara Beria è stata nominata, nel 2001, Cavaliere della Repubblica dal presidente Carlo Azeglio Ciampi. Ha vinto - tra gli altri - il Premiolino nel 1979 (del quale è, dall'edizione 2014, Presidente della Giuria), il premio Carlo Casalegno (2000), il premio Arrigo Benedetti (2001), i premi Asti e Positano (2002), il Premio Saint Vincent (2003).

## Opere letterarie
- "Di Profilo, storie di italiani lontano dai riflettori", Mondadori, 2011